# Wood Green (métro de Londres)
Pour le quartier, voir Wood Green.
Wood Green est une station de la Piccadilly line du métro de Londres.

## Histoire
La station est mise en service le 19 septembre 1932 lors de l'ouverture de la Piccadilly line.